# Ашот I Куропалат
Ашот I Куропалат (груз. აშოტ I კურაპალატი), также известен как Ашот Великий (груз. აშოტ დიდი) (? — 29 января /11 февраля 826) — правитель княжества Тао-Кларджети (с 789 года) и эрисмтавар-куропалат (верховный князь) Картли-Иберии (с 813 года).

## Биография

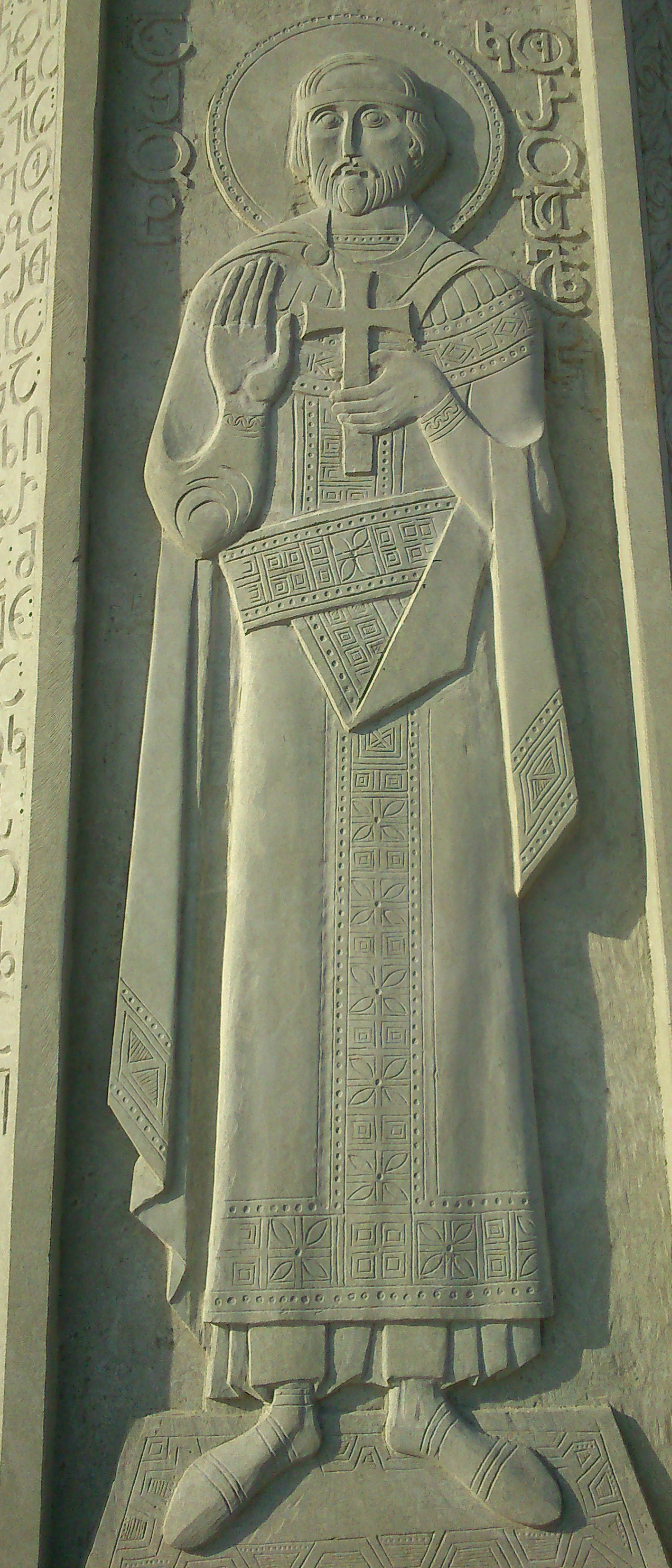
Рельеф Ашота I Куропалата

### Происхождение
Ряд учёных, в их числе Адонц и Туманов, родиной Багратионов считали провинцию Испир, пограничную область между Арменией и Грузией. Так, например, Туманов писал, что в 772 году армянские Багратиды утратили все свои владения, кроме Спера. Вскоре они приобрели земли Мамиконянов и постепенно переместились в Тайк.
С. Рап отмечает, что после провала антиарабского восстания в Армении в 775 году ветвь могущественной армянской семьи Багратидов переселилась в Тао-Кларджети.

Дед Ашота, Васак Багратуни, бежав из Армении, и перебравшись в смешанную армяно-картвельскую среду, сместил более слабого предшественника из династии Гуарамидов в 813 году и положил начало тысячелетнему правлению грузинских Багратидов, присоединив их земли к своим владениям. Там же они перешли из армянской апостольской церкви в грузинскую православную церковь, став халкедонитами. Важность религиозного фактора в этот период можно оценить благодаря сведениям армянского историка XIV–XV вв. Товма Мецопеци. Он писал о происхождении грузинских Багратидов: 
«они были царями после Аршакуни… бежали в Грузинскую землю, и отреклись от истинной веры, и стали халкедонитами»
«Оксфордский словарь Византии» называет Багратионов из Тао-Кларджети боковой ветвью армянских Багратидов.

### Правление
Ашот был эриставом Картли (786—809). В это время Восточная Грузия была подчинена Аббасидскому халифату. Потерпев поражение в борьбе против арабов, Ашот покинул Картли и обосновался со своей семьей и сторонниками в Тао-Кларджети. Здесь он восстановил город Ардануч, сделав его своей резиденцией. В 813 году император Византии Лев V Армянин присвоил Ашоту титул Куропалата. Ашот своими силами боролся против арабов, постепенно распространив свою власть на всю Южную Грузию, а затем присоединив и Картли.
В 826 году Ашот собрал войско, чтобы двинуться против арабов, но среди них оказались изменники, которые попытались убить Ашота. Он решил укрыться в монастыре в селении Долискана надеясь, что его там не тронут. Однако заговорщики ворвались в церковь и убили Ашота.
Потомки Ашота разделились на две ветви: Багратиони из Ардануча или Кларджети (преемники его старшего сына Адарнасе I) и Багратиони из Тао (преемники среднего сына Баграта I, цари будущей единой Грузии). Преемники младшего сына, Гуарама, стали жертвой внутренних междоусобиц рода Багратиони.
Ашот I причислен Грузинской православной церковью к лику святых. День памяти 29 января (ст.ст) или 11 февраля (нов.ст).